# João Estanislau Ângelo
João Estanislau Ângelo, mais conhecido como Joanim (Treviso, 7 de fevereiro de 1903 — Braço do Norte, 12 de dezembro de 1975), foi um empresário brasileiro.

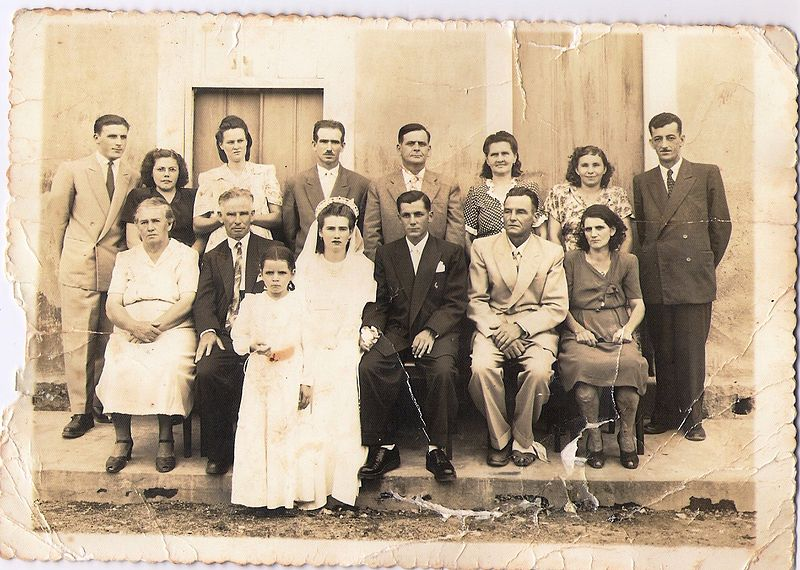
Casamento de Esvaldo Ângelo e Verônica de Oliveira Sousa, com a daminha Eida Ângelo, em 23 de abril de 1949. Na esquerda os pais da noiva, Francisco de Oliveira Sousa e Elídia Sebolt Sousa, e na direita os pais do noivo, João Estanislau Ângelo e Erotildes Duarte Ângelo. De pé as testemunhas, da esquerda para a direita: Celso Kindermann e Vanda Witthinrich, Marta Della Giustinna e seu marido João de Oliveira Souza (Braço do Norte, 20 de julho de 1920), Astrogildo Duarte e Maria, Olga Aguiar e Ciro Martins

## Vida
Filho dos imigrantes italianos Estanislau Ângelo e Adelaide Meneguetti Ângelo. Casou com Erothildes Duarte Gomes Ângelo. Depois de casado residiu em Braço do Norte, a partir de 1935. Deste consórcio nasceram:
1. Esvaldo Ângelo, mais conhecido como Ata, casou com Verônica de Oliveira Sousa
2. Edemir Ângelo, mais conhecido como Neném, casou com Maria Leocádia
3. Edite Ângelo Kleinjohann, casou com Álvaro Kleinjohann
4. Enedina Ângelo
5. Adelaide Ângelo Uliano, mais conhecida como Cacai, casou com Jacó Vergílio Batista Uliano
6. Ide Ângelo Cardoso, mais conhecida como Dedé
7. Edgar Ângelo, faleceu com seis meses de idade
8. Eida Ângelo Alves, mais conhecida como Eda
9. Eli Salete, faleceu com dois anos de idade
10. Ediméia Salete Ângelo, mais conhecida como Méia, casou com José de Alencar
11. Edvaldo Ângelo, mais conhecido como Nego, casou com Zuleide Casagrande
12. Euza Ângelo Tomelim

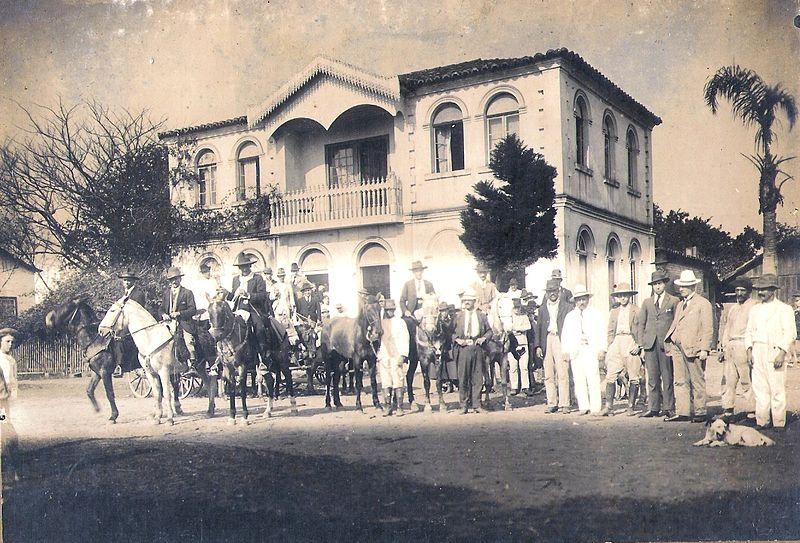
Casa adquirida na década de 1930 por João Estanislau Ângelo em Braço do Norte, onde depois estabeleceu o Hotel Central, na Praça Coronel Collaço

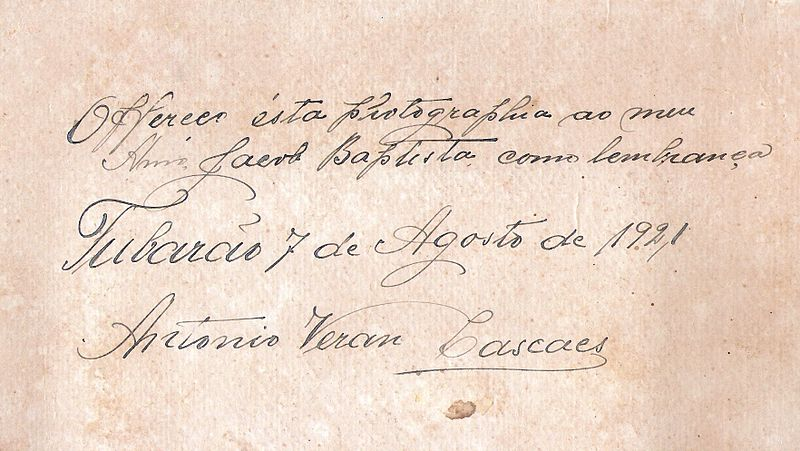
Dedicatória no verso da foto acima: Offereço esta photographia ao meu Amo Jacob Baptista como lembrança. Tubarão 7 de agosto de 1921 (Braço do Norte era em 1921 distrito de Tubarão). Antonio Veran Cascaes

Fez o curso primário em sua cidade natal, estabelecendo-se após o casamento em Braço do Norte.
A Associação de Pais e Amigos dos Excepcionais (APAE) de Braço do Norte é oficialmente denominada "Escola de Educação Especial João Estanislau Ângelo". Uma rua de Braço do Norte também leva seu nome.

## Carreira
Iniciando sua carreira como agricultor, construiu o Hotel Central em Braço do Norte, na Praça Coronel Collaço. Foi a primeira construção de três pavimentos no município, ainda existente. Também foi proprietário em Braço do Norte de posto de gasolina, oficina mecânica, empresa de transporte coletivo, bar e restaurante da estação rodoviária na Praça Coronel Collaço. Também teve uma marmoraria, com maquinário importado da Itália.
Foi sócio fundador do Clube Cruzeiro.

## Política
Militante da União Democrática Nacional (UDN), foi um dos envolvidos no movimento de emancipação política de Braço do Norte.